# Estación Pirita
Pirita (anteriormente conocida como Quebrada Grande) fue una estación de ferrocarril que se hallaba dentro de la comuna de La Higuera, en la Región de Coquimbo de Chile. Fue parte del Longitudinal Norte y actualmente se encuentra inactiva.

## Historia
La estación fue construida para el tramo del ferrocarril Longitudinal Norte construido entre La Serena y Toledo (en las cercanías de Copiapó), y que fue inaugurado en 1914. De acuerdo a Santiago Marín Vicuña en 1916, la estación en aquel entonces se denominaba «Quebrada Grande» y se encuentra a una altitud de 750 m s. n. m. El 11 de marzo de 1942 el nombre de la estación de ferrocarriles (y por ende la localidad donde se ubicaba) cambió a la denominación actual de «Pirita» mediante decreto del Ministerio de Fomento.
La estación también contaba con una oficina de Correos, la cual fue suprimida mediante resolución publicada el 2 de agosto de 1974.
Con el cierre de todos los servicios de la Red Norte de la Empresa de los Ferrocarriles del Estado en junio de 1975, la estación Pirita fue suprimida mediante decreto el 13 de febrero de 1976. Actualmente se mantienen en pie varias estructuras de la estación, incluido el edificio principal, todas en estado de abandono.